# Walerij Korzun
Walerij Grigorjewicz Korzun (ros. Вале́рий Григо́рьевич Ко́рзун, ur. 5 marca 1953 w Krasnym Sulinie) – rosyjski lotnik wojskowy i kosmonauta, generał major, Bohater Federacji Rosyjskiej (1997).

## Życiorys
W 1970 skończył szkołę średnią w rodzinnej miejscowości, 1970-1974 uczył się w Kaczyńskiej Wyższej Wojskowej Szkole Lotniczej dla Pilotów, służył jako lotnik i starszy lotnik w Nadbałtyckim Okręgu Wojskowym i dowódca klucza i eskadry w Moskiewskim Okręgu Wojskowym, 1984-1987 studiował w Akademii Wojskowo-Powietrznej w Monino. Latał na 5 typach samolotów, wykonał 377 skoków spadochronowych.
W lipcu 1987 został kandydatem na kosmonautę-badacza, od grudnia 1987 do lipca 1989 przechodził ogólne przygotowanie, od września 1989 do maja 1991 przygotowywał się w grupie kosmonautów do lotu Sojuzem TM na stację kosmiczną Mir, a od maja do lipca 1991 przygotowywał się do roli dowódcy załogi ekspedycji na stację Mir, jednak przygotowania zostały przerwane z powodu zmiany programu lotów. Później przechodził przygotowania jako dowódca załogi rezerwowej. W styczniu 1995 został wyznaczony zastępcą kierownika stacji kosmicznej Mir ds. przygotowania załogi, a w czerwcu 1995 dowódcą załogi mającej lecieć na stację Mir, wraz z Aleksandrem Kaleri.
Od 17 sierpnia 1996 do 2 marca 1997 odbywał swój pierwszy lot kosmiczny jako dowódca statku Sojuz TM-24 i stacji kosmicznej Mir; startował wraz z Aleksandrem Kaleri, Francuzką Claudie Haigneré i Niemcem Reinholdem Ewaldem. Dwa razy wychodził w otwartą przestrzeń kosmiczną. Spędził w kosmosie 196 dni, 17 godzin, 26 minut i 13 sekund.
Od 5 czerwca do 7 grudnia 2002 wykonywał swój drugi lot kosmiczny jako dowódca statku Sojuz-TM i Międzynarodowej Stacji Kosmicznej wraz z Siergiejem Trieszczowem i Amerykanką Peggy Whitson. Na stację wystartował 5 czerwca 2002 amerykańskim wahadłowcem Endeavour (misja STS-111) jako specjalista lotu; przebywał na stacji kosmicznej od 7 czerwca do 2 grudnia 2002, podczas pobytu dwa razy odbywał kosmiczny spacer. W tej misji spędził w kosmosie 184 dni, 22 godziny, 15 minut i 36 sekund. Na Ziemię powrócił również wahadłowcem Endeavour, tym razem realizującym misję STS-113.
We wrześniu 2003 opuścił oddział kosmonautów. Później pracował na kierowniczych stanowiskach w Centrum Wyszkolenia Kosmonautów im. J. Gagarina m.in. jako szef Zarządu I tego centrum, a od kwietnia 2004 zastępca szefa centrum. We wrześniu 2008 ze względu na wiek opuścił armię i przeszedł na emeryturę, nadal jednak pracował w Centrum Wyszkolenia Kosmonautów.

## Awanse wojskowe
- porucznik (30 października 1974)
- starszy porucznik (6 maja 1977)
- kapitan (16 lipca 1979)
- major (23 lipca 1982)
- podpułkownik (2 sierpnia 1985)
- pułkownik (13 kwietnia 1993)
- generał major (16 grudnia 2004)

## Odznaczenia
- Bohater Federacji Rosyjskiej (11 kwietnia 1997)
- Lotnik-Kosmonauta Federacji Rosyjskiej
- Order „Za zasługi dla Ojczyzny” IV klasy (4 lutego 2004)
- Kawaler Legii Honorowej (Francja, 1997)
- Komandoria Orderu Korony (Belgia, 2011)
- Medal za Lot Kosmiczny (NASA Space Flight Medal)
- Medal Za Ogólne Zasługi (NASA Distinguished Public Service Medal)
- Universal Astronaut Insignia za lot orbitalny (nr 351) – Stowarzyszenie Uczestników Lotów Kosmicznych (Association of Space Explorers(inne języki))[1]